# Тоненго
Тоненго (итал. Tonengo) — коммуна в Италии, располагается в регионе Пьемонт, в провинции Асти.
Население составляет 214 человек (2008 г.), плотность населения составляет 39 чел./км². Занимает площадь 6 км². Почтовый индекс — 14023. Телефонный код — 0141.
Покровителем коммуны почитается святой архангел Михаил, празднование 29 сентября.

## Демография
Динамика населения:

## Администрация коммуны
- Официальный сайт: http://www.comune.tonengo.at.it/